# Antillotyphlops catapontus
Antillotyphlops catapontus — вид змій родини сліпунів (Typhlopidae). Ендемік Британських Віргінських Островів.

## Поширення і екологія
Antillotyphlops catapontus є ендеміками острова Анегада в групі Віргінських островів. Вони живуть на піщаних пляжах, серед кокколобових заростей і опалого листя.